# Inglés con fines específicos
El inglés con fines específicos (ESP) es un subconjunto del inglés como segunda lengua o lengua extranjera. En general, se refiere a la enseñanza de la lengua inglesa a estudiantes universitarios o a personas que ya trabajan, centrándose en el vocabulario y las destrezas específicas que necesitan. Como ocurre con cualquier idioma que se enseña con fines específicos, un curso de inglés como segunda lengua se centrará en una ocupación o profesión determinada, como el inglés técnico, el inglés científico, el inglés para profesionales de la medicina, el inglés para camareros, el inglés para el turismo, etc. A pesar del enfoque aparentemente limitado, un curso de inglés como lengua extranjera puede tener un amplio impacto, como es el caso del inglés medioambiental.
El inglés con fines académicos, que se enseña a los estudiantes antes o durante sus carreras, es un tipo de ESP, al igual que el inglés de negocios . Se enseña inglés de aviación a pilotos, controladores de tráfico aéreo y cadetes de aviación civil para permitir comunicaciones por radio claras. 

## Definición

### Características absolutas
1. La percepción extrasensorial se define para satisfacer las necesidades psicológicas de los estudiantes y cómo responderán a las tentaciones ( jerarquía de necesidades de Maslow ).
2. ESP hace uso de la metodología y las actividades subyacentes de la disciplina a la que sirve.
3. ESP se centra en el lenguaje apropiado para estas actividades en términos de gramática, léxico, registro, habilidades de estudio, discurso y género .

### Características variables
La percepción extrasensorial (ESP) de Strevens (1988) puede ser, pero no necesariamente:
1. Restringido en cuanto a las habilidades lingüísticas a aprender (por ejemplo, sólo lectura);
2. No se enseña según ninguna metodología preestablecida (págs. 1–2)

Dudley-Evans y San Juan (1998)
1. La ESP puede estar relacionada con disciplinas específicas o diseñada para ellas (Dabong, 2019)
2. El ESP puede utilizar, en situaciones de enseñanza específicas, una metodología diferente a la del inglés general;
3. Es probable que el ESP esté diseñado para estudiantes adultos, ya sea en una institución de nivel terciario o en una situación de trabajo profesional. Podría, sin embargo, ser para estudiantes de nivel secundario;
4. El ESP está generalmente diseñado para estudiantes intermedios o avanzados;
5. La mayoría de los cursos de ESP presuponen algunos conocimientos básicos del sistema lingüístico, pero se pueden utilizar con principiantes (págs. 4–5)

## Enseñanza
El ESP se enseña en muchas universidades de todo el mundo. Muchas asociaciones profesionales de profesores de inglés, como TESOL e IATEFL, cuentan con secciones dedicadas a este enfoque. Se dedica mucha atención al diseño de cursos de este tipo. [1] [2] La enseñanza del inglés como segunda lengua tiene mucho en común con el inglés como lengua extranjera y el inglés para fines académicos (EAP). El rápido desarrollo del inglés comercial puede considerarse parte de un concepto más amplio de inglés para fines específicos.
ESP se diferencia de la enseñanza de inglés estándar en que quien enseña no solo debe ser competente en inglés estándar, sino también tener conocimientos técnicos. Cuando los médicos extranjeros aprenden inglés, necesitan conocer los nombres de sus herramientas, las convenciones de nomenclatura y las metodologías de su profesión antes de poder realizar una cirugía de manera ética. Los cursos de ESP para medicina serían relevantes para cualquier profesión médica, del mismo modo que aprender ingeniería eléctrica lo sería para un ingeniero extranjero. Algunos expertos en enseñanza de inglés para extranjeros (ESP) recomiendan un curso de este tipo con «dos niveles»: el primero, que cubra todo el conocimiento genérico del campo de estudio específico, y luego un segundo nivel que se centre en los aspectos específicos de la especialización de cada alumno.
- Prueba de inglés para la aviación
- EAP – Inglés para fines académicos
- Inglés para fines específicos en el mundo (revista en línea)
- Inglés funcional

### Organizaciones
- Tesol.org, la sección de interés sobre ESP de TESOL y la lista de discusión sobre ESP
- Espsig.iatefl.org, Grupo de Interés Especial IATEFL ESP
- UNAV.es, IATEFL ESP SIG Sitio web
- IESPTA - Asociación Internacional de Profesores de ESP (es la única asociación para profesores de ESP)

### Artículos
- Esp-world.info, Hewings, M. 2002. Una historia de la percepción extrasensorial a través de 'Inglés para Propósitos Específicos'.
- Iteslj.org, Kristen Gatehouse. Cuestiones clave en el desarrollo curricular de inglés para fines específicos (ESP). La revista TESL de Internet.
- Antlab.sci.waseda.ac.jp, Laurence Anthony. Inglés para fines específicos: ¿Qué significa? ¿Por qué es diferente?

### Revistas
- Revista ESP asiática
- Elsevier.com, Inglés para fines específicos Una revista internacional de investigación
- Revista de enseñanza del inglés con fines académicos y específicos

- ESP Professional -Es la única revista para profesores de ESP en todo el mundo.

### Sitio oficial
- Sitio oficial de aprendizaje del inglés

- Datos: Q5378565